# Ерёмин, Алексей Устинович
Алексей Устинович Ерёмин (11 февраля 1911, Арчединские дачи, область Войска Донского — 30 марта 1977, Волгоград) — советский лётчик-ас истребительной авиации в Великой Отечественной войне, Герой Советского Союза (27.06.1945). Полковник.

## Биография
Алексей Ерёмин родился 11 февраля 1911 года на Арчединских дачах Области Войска Донского (ныне — посёлок Арчединского лесхоза Фроловского района Волгоградской области). Рано остался без родителей, воспитывался у старшего брата. С 9 лет работал пастухом, затем лесорубом. С 1930 года проживал в Сталинграде, окончил два курса рабфака. Член ВКП(б) с 1932 года.
В феврале 1932 года был призван на службу в Рабоче-крестьянскую Красную Армию Сталинградским горвоенкоматом. В 1934 году окончил 7-ю Сталинградскую военную авиационную школу лётчиков. Служил в 18-м и в 60-м истребительных авиационных полках на Дальнем Востоке. С июля 1942 года майор А. У. Ерёмин — командир 911-го истребительного авиационного полка, с декабря 1942 года — командир 534-го истребительного авиационного полка там же. Тогда же вместе с лётчиками этого полка был направлен в 8-й запасной истребительный авиационный полк (Саратовская область), где формировался 812-й истребительный авиационный полк. Его командиром был назначен А. У. Ерёмин.
С 20 апреля 1943 года во главе полка — на фронтах Великой Отечественной войны. Принимал участие в боях на Северо-Кавказском фронте, участвовал в воздушном сражении на Кубани. Там сразу выдвинулся в число наиболее умелых лётчиков своего полка, в первые же дни участия в боях сбив 3 немецких самолёта (2 лично и 1 в группе до конца апреля 1943 года). С июня 1943 года — командир 402-го истребительного авиаполка (4-я воздушная армия), во главе которого воевал на Южном, с октября 1943 — на 4-м Украинском и с июня 1944 — на 1-м Украинском фронтах.
В августе-ноябре 1944 года — лётчик-инспектор по технике пилотирования 181-й истребительной авиационной дивизии, которая формировалась в тылу. С 14 ноября 1944 года и до Победы — командир 355-го истребительного авиаполка (1-й Украинский фронт), летал на Як-9. Участвовал в битве за Кавказ, в Донбасской, Крымской, Львовско-Сандомирской, Висло-Одерской, Нижнесилезской и Верхнесилезской, Берлинской, Пражской наступательных операциях. Всю войну прошёл на истребителях Як-1 и Як-9.
К маю 1945 года командир 355-го истребительного орденов Александра Невского и Кутузова 3-й степени авиационного полка 181-й истребительной авиационной дивизии 8-го штурмового авиационного корпуса 2-й воздушной армии 1-го Украинского фронта подполковник Алексей Ерёмин совершил 93 боевых вылета, принял участие в 32 воздушных боях, в которых сбил 17 вражеских самолётов лично и ещё 1 — в составе группы. Лётчики полка за время командования им А. Ерёминым выполнили 2438 боевых вылетов, сбили в боях 77 самолётов и 9 сожгли на аэродромах противника, свои потери составили 13 самолётов в боях и от зенитной артиллерии врага (ещё 13 — небоевые потери).
Указом Президиума Верховного Совета СССР от 27 июня 1945 года за «образцовое выполнение боевых заданий командования на фронте борьбы с немецкими захватчиками и проявленные при этом отвагу и геройство» подполковнику Алексею Устиновичу Ерёмину присвоено звание Героя Советского Союза с вручением ордена Ленина за номером 52261 и медали «Золотая Звезда» за номером 7711.
После окончания войны продолжил службу в Советской Армии. В 1947 году окончил Курсы усовершенствования офицерского состава. Участвовал в Корейской войне, будучи командиром 216-й истребительной авиадивизии ПВО с февраля 1952 года по июль 1953 года. За это время лётчики дивизии под его командованием сбили 107 самолётов США, свои потери составили 57 самолётов и 15 погибших лётчиков. В ноябре 1955 года полковник А. У. Ерёмин уволен в запас. 
Проживал в Волгограде, умер 30 марта 1977 года.

## Награды
- Герой Советского Союза (27.06.1945)
- Орден Ленина (27.06.1945)
- Четыре ордена Красного Знамени (5.05.1943, 24.12.1943, 30.04.1945, 5.11.1954)
- Орден Александра Невского (29.04.1944)
- Орден Отечественной войны 1-й степени (29.05.1945)
- Орден Красной Звезды (30.04.1947)
- Медаль «За боевые заслуги» (3.11.1944)
- Медаль «За освобождение Праги»
- Медаль «За взятие Берлина»
- Ряд медалей[5]

## Память
- На родине А. У. Ерёмина ему установлен памятник[3].
- В городе Фролово Волгоградской области в его честь названа улица.
- На здании Фроловского лесхоза в Волгоградской области установлена мемориальная доска.